# Астрономијско бројање година
Астрономијско бројање година или нумерисање година почива на бројању година наше ере (Anno Domini или Common Era на енглеском), али се строже спроводи уобичајено бројање децималних и целих бројева. Тако овде постоји година 0 а године пре ње се означавају знаком '-' (минус). Тиме је непотребно означавање „н. е." одн. "AD/CE".
Тако је година 1. п. н. е. (или BC на енглеском) означена са 0, 2. п. н. е. је -1 и уопште је н-та година п. н. е. означена са (1-н). Бројеви година н. е. нису промењени, нема ознаке ере. Испред нема никаквог знака или је стављен знак "+" (плус). За нормална рачунања је често потребан број 0, овде највише када се рачуна број година у периоду који се протеже преко границе ере, крајње године само треба одузети једну од друге (ранију од касније, два минуса ће чинити плус). Нпр. колико је година прошло између 1. 1. 1. године п. н. е. и 1. 1. 1. године н. е? Прво нам на памет пада 2, али је у ствари једна, јер нема 0. године у означавању „н. е.". У а. б. г. то би били 1.1. 0. године и 1.1. 1. године, 1-0=1, ствар је одмах очигледна.
Систем је добио име по томе што се користи у астрономији. Ретко која дисциплина осим историје се бави временом пре 1. године, међу изузецима су дендрохронологија, археологија и геологија, последње две користе израз „године пре садашњице“ (before the present - BP). Иако се апсолутне бројне вредности астрономских и историјских година разликују за само један пре 1. године, ова разлика је критична када се рачунају астрономски догађаји попут помрачења или планетарних конјункција како би се одредило када су се догодили историјски догађаји везани уз њих.
Нулту годину су први користили француски астрономи Филип де ла Хир (1702) и Жак Касини (1740). Али они нису користили образац -/0/+ већ одговарајућу ознаку на латинском или француском BC/AD тако да је низ текао 2 BC, 1 BC, 0, 1 AD, 2 AD итд. У 19. веку астрономи ће означавати године са BC/0/AD или -/0/+, овај други начин је стекао ексклузивитет тек средином 20. века.